# Trichaphodius
Trichaphodius är ett släkte av skalbaggar. Trichaphodius ingår i familjen Aphodiidae.

## Dottertaxa tillTrichaphodius, i alfabetisk ordning[1]
- Trichaphodius amplitarsis
- Trichaphodius andreinii
- Trichaphodius assamensis
- Trichaphodius atsushii
- Trichaphodius bellonatus
- Trichaphodius calcaratoides
- Trichaphodius cantaloubei
- Trichaphodius cantoti
- Trichaphodius comatus
- Trichaphodius commatoides
- Trichaphodius copulatus
- Trichaphodius cubitus
- Trichaphodius curvispina
- Trichaphodius divisus
- Trichaphodius dudleyi
- Trichaphodius flavus
- Trichaphodius foveiventris
- Trichaphodius fukiensis
- Trichaphodius fumosulus
- Trichaphodius gorillae
- Trichaphodius hindustanicus
- Trichaphodius hofferi
- Trichaphodius humilis
- Trichaphodius incisus
- Trichaphodius kachovskyi
- Trichaphodius kanemicus
- Trichaphodius kazirangensis
- Trichaphodius kratochvili
- Trichaphodius lanuginosus
- Trichaphodius leoninus
- Trichaphodius lomsakensis
- Trichaphodius longus
- Trichaphodius maldesi
- Trichaphodius meruanus
- Trichaphodius misellus
- Trichaphodius moorei
- Trichaphodius mysticus
- Trichaphodius nigrovirgatus
- Trichaphodius obbianus
- Trichaphodius obvius
- Trichaphodius okeani
- Trichaphodius paradivisus
- Trichaphodius pseudocopulatus
- Trichaphodius pseudohumilis
- Trichaphodius pseudoleoninus
- Trichaphodius pseudoreichei
- Trichaphodius punctiger
- Trichaphodius quadripartitus
- Trichaphodius rangoonensis
- Trichaphodius savannae
- Trichaphodius schoutedeni
- Trichaphodius segmentarius
- Trichaphodius segmentaroides
- Trichaphodius seguyi
- Trichaphodius serrulatus
- Trichaphodius seydeli
- Trichaphodius sigwalti
- Trichaphodius therondi
- Trichaphodius tonkineus
- Trichaphodius viduus